# جون هاردي
جون هاردي (18 ديسمبر 1987 في كينيا - ) (بالإنجليزية: Jon Hardy)‏ هو لاعب كريكت بريطاني. لعب مع نادي مقاطعة غلوستر للكريكت ‏ ونادي مقاطعة هامبشاير للكريكت ‏ ونادي مقاطعة سومرست للكريكت ‏ وDorset County Cricket Club ‏.